# Haakon Maurice Chevalier
Haakon Maurice Chevalier (10. září 1901, Lakewood, New Jersey, USA – 4. července 1985, Paříž) byl americký spisovatel, překladatel a profesor francouzské literatury na univerzitě v Berkeley.
Jeho matka byla Norka, otec Francouz, a proto strávil část dětství v Evropě. Jako překladatel z francouzštiny byl aktivní v oblasti kulturních styků mezi USA a Francií, působil také jako tlumočník na Norimberském procesu.
Jeho přátelství s jaderným fyzikem Robertem Oppenheimerem je námětem románu Muž, který chtěl být bohem (The Man Who Would Be God, 1959), který vyšel v Praze v roce 1963.

## Dílo
- 1932. The ironic temper: Anatole France and his time. Oxford University Press. ASIN B00085MTLU
- 1934. André Malraux and "Man's fate": An essay. H. Smith and R. Haas. ASIN B00089VCSC
- 1949. For Us The Living. New York: Alfred A. Knopp. ISBN 1-4179-8987-4
- 1959. The Man Who Would Be God. Putnam; [1st American ed.]. ASIN B0006AW3DG
- 1965. Oppenheimer: The Story of a Friendship. New York: George Braziller, Inc. ASIN B0006BN686
- 1970. The Last Voyage of the Schooner Rosamond. Deutsch. ISBN 0-233-96247-6